# Lapskt metallfly
Lapskt metallfly, Syngrapha diasema, är en fjärilsart som beskrevs av Jean-Baptiste Boisduval 1829. Lapskt metallfly ingår i släktet Syngrapha och familjen nattflyn, Noctuidae.  Arten är reproducerande i både Sverige och Finland. Den finska populationen är bedömd som nära hotad, NT, medan den svenska populationen är bedömd som Livskraftig, LC. Inga underarter finns listade i Catalogue of Life.